# Éjszaka Lisszabonban
Az Éjszaka Lisszabonban Erich Maria Remarque 1963-ban íródott regénye, s egyben utolsó műve is.

## A történet röviden
|  | Alább a cselekmény részletei következnek! |

1940 egyik nyári éjszakáján találkozik két német emigráns Lisszabonban. Másnap indul az utolsó hajó Amerikába, mellyel meg lehet menekülni a háborúzó, nacionalizmustól túlfűtött Európából, és a Gestapótól. Egyikük (útlevélben szereplő) neve Schwarz, akinek van két jegye a hajóra, valamint Amerikába érvényes vízuma. A másiknak épp erre van szüksége, de sem pénze, sem kapcsolata nincs, hogy bármelyiket is meg tudja szerezni. Ekkor Schwarz meglepő ajánlattal áll elő: a két jegyet, valamint az útleveleket egyaránt átadja újdonsült ismerősének, amennyiben az hajlandó végighallgatni az élettörténetét. Miközben a két emigránssal végigjárjuk Lisszabon éjszakai kocsmáit, tanúi lehetünk egy szerelemnek, mely egy házaspárban éled újra, hogy aztán sem a Gestapo, sem a francia koncentrációs táborok szörnyűségei ne tudják szétszakítani. Reggel, a szükséges papírcsere után, az egyik emigráns feleségével Amerikába, a másik a francia idegenlégióba távozik.

## Schwarz története
Josef Schwarz Németországban, Osnabrückben élt feleségével, Helen Jürgenssel, míg Helen bátyja, Georg el nem vitette egy lágerbe, ahol alapos átnevelést kapott. Végül sikerül megszöknie a koncentrációs táborból, és átlopakodnia a német határon is. A szokásos emigráns életet éli, amelyet már ismerhetünk a szerző egyéb műveiből, bujkál Svájcban, Franciaországban. Végül a hosszan tartó egyedüllétet nem bírva, elhatározza, hogy hazatér és meglátogatja feleségét. Hamis papírjai segítségével sikerül hazatérnie és feleségével elszöknie Svájcba. Tanúi lehetünk annak, ahogyan végigjárják Svájcot, Franciaországot, megszöknek a német emigránsok számára fenntartott francia koncentrációs táborból, majd eljutnak Portugáliába. Eközben végig üldözi őket Georg, Helen bátyja.
|  | Itt a vége a cselekmény részletezésének! |

## Magyarul
- Éjszaka Lisszabonban; ford. Szíjgyártó László; Magvető, Bp., 1979 (Világkönyvtár)